# Josef Seidl
Josef Seidl – zachodnioniemiecki żużlowiec, występujący również na długim torze.

## Życiorys
Dwukrotny reprezentant RFN w eliminacjach drużynowych mistrzostw świata (1960, 1961). Wielokrotny uczestnik eliminacji indywidualnych mistrzostw świata, w tym trzykrotny uczestnik finałów europejskich (wówczas ostatnich eliminacji strefy kontynentalnej do finałów światowych): Oslo 1955 – XV miejsce, Växjö 1957 – XI miejsce i Warszawa 1958 – VIII miejsce. Zwycięzca turnieju o Zlatą Přilbę w Pardubicach (1962).
Największe sukcesy odnosił w wyścigach na długim torze. Pomiędzy 1957 a 1965 r. siedmiokrotnie awansował do finałów indywidualnych mistrzostw Europy, trzykrotnie zdobywając medale: dwa srebrne (Plattling 1960, Mühldorf 1962) oraz brązowy (Seinäjoki 1965). Czterokrotnie zdobył "Złoty Kask" (niem. "ADAC-Goldhelm" – 1957, 1962, 1963, 1964), był również trzykrotnym zwycięzcą turniejów o "Srebrny Kask" (1962, 1963, 1964).